# Nazlat Tanda
Nazlat Tanda – miejscowość w Egipcie, w muhafazie Al-Minja. W 2006 roku liczyła 2457 mieszkańców.